# Plan Three
Plan Three — группа из Стокгольма (Швеция), основана в 2000 году.

## История
После пары лет концертных выступлений в Швеции и выпуска самостоятельно продюсированных демозаписей группа заключает контракт со студией звукозаписи Dogmatic в 2007 году и выпускает сингл Achilles Heel (издавался Universal Music). В том же году осенью команда поддержала тур группы Takida в Швеции. В 2008 году группа сыграла на фестивале Peace & Love в Бурленге (Швеция) в числе других групп, а в конце лета был выпущен новый сингл под названием Triggers. Позже, в ноябре того же года, группа выступила вместе с 3 Doors Down на их концерте в Стокгольме.
В 2009 году группа подписала контракт с Ninetone Records и, в течение всего лета, команда записывала их дебютный альбом с продюсером Патриков Фриском. Альбом с названием Screaming Our Sins был выпущен в Швеции 25 ноября, а затем и в остальных странах.
Летом 2010 года команда играла на фестивале Pier Pressure в Гётеборге на одной сцене с такими группами, как The Sounds, HIM, 30 Seconds To Mars, а также с Rammstein и In Flames среди других на протяжении фестиваля Metaltown днями позднее. Группа запланировала множество выступлений на фестивалях в оставшиеся дни лета, а осенью было решено вернуться в студию для записи второго альбома.
Почти после трех лет с момента выхода мини-альбома «The Signal, Part 1», Plan Three объявили, что находятся в процессе работы над вторым полноформатным альбомом. Релиз пластинки «Wish I Was Storm Borne» был запланирован на 25 февраля 2015. Первый сингл «When Everything Comes To An End» вышел 5 ноября 2014 года. Но на 28 июня 2015 сам альбом так и не появился в продаже.
В феврале группа выступила на Bandit Rock Awards 2015. Вокалист поблагодарил за поддержку, и сказал, что это первое выступление Plan Three за последние три года.

## Состав
Группа состоит из 6 участников:
- Виктор Маркович — вокал
- Томми Хаммар — гитара
- Матиас Гарнейи — гитара
- Питер Кьеллин — бас-гитара
- Кристофер Фолин — ударные
- Дэвид Клеветт — клавишные

Бывшие участники:
- Якоб Ловен — вокал
- Маттиас Уиллис — бас-гитара (2000—2006)
- Андреас Мальм — ударные (2000—2007)
- Андреас Хенриксон — ударные (2008—2010)

## Дискография
Студийные альбомы
- Screaming Our Sins (2009)
- Wish I Was Stormborne (2017)

EP`s:
The Signal — Part One (2011)
Синглы
- Achilles Heel (2007)
- Triggers (2008)
- Still Broken (2008)
- Brush It Off (2008)
- Chasing Tornadoes (2011)
- When Everything Comes to an End (2014)
- Welcome to the Edge (2017)